# Gama breviceps
Gama breviceps är en skalbaggsart som beskrevs av Moser 1918. Gama breviceps ingår i släktet Gama och familjen Melolonthidae. Inga underarter finns listade i Catalogue of Life.